# Павлово (Пултуський повіт)
Павлово (пол. Pawłowo) — село в Польщі, у гміні Вінниця Пултуського повіту Мазовецького воєводства.
Населення — 47 осіб (2011).
У 1975-1998 роках село належало до Цехановського воєводства.

## Демографія
Демографічна структура станом на 31 березня 2011 року:
|          | Загалом | Допрацездатний вік | Працездатний вік | Постпрацездатний вік |
| -------- | ------- | ------------------ | ---------------- | -------------------- |
| Чоловіки | 24      | 9                  | 14               | 1                    |
| Жінки    | 23      | 6                  | 14               | 3                    |
| Разом    | 47      | 15                 | 28               | 4                    |